# 安森·瓊斯
安森·瓊斯（英語：Anson Jones，1798年1月20日—1858年1月9日），是一名醫生、商人、國會議員、第四任德克薩斯共和國總統最後一任總統。

## 早期生活
安森·瓊斯1798年1月20日出生於馬薩諸塞州大巴靈頓。他前往紐約州塞尼卡福爾斯，開設了一所單間學校。1812年至1813年，他在那裡任教。1820年，瓊斯獲得紐約州奧奈達醫學會頒發的醫生執照，並於1822年開始行醫。然而，他的行醫生意興隆，他又多次搬家，最後被捕。債權人在費城。他在費城又待了幾年，從事教學和行醫，直到1823年，他決定前往委內瑞拉。
後來，瓊斯回到費城，獲得醫學博士學位，並重新開業。作為一名醫生，他從未取得過多大的成功，1832年，他放棄了醫學，前往紐奧良，在那裡他進入了商業貿易。然而，瓊斯的夢想再一次受挫。儘管他安然度過了兩次瘟疫，但他的生意卻始終沒有取得任何成功，一年之內他就沒有錢了。
安森·瓊斯是費城第52號共濟會和諧會所的成員和前任會長。他是華盛頓奇才獨立勳章的前任大會員。2號和費城小屋號。賓夕法尼亞州第13名，賓夕法尼亞州大旅館前任大師

### 在德克薩斯生活

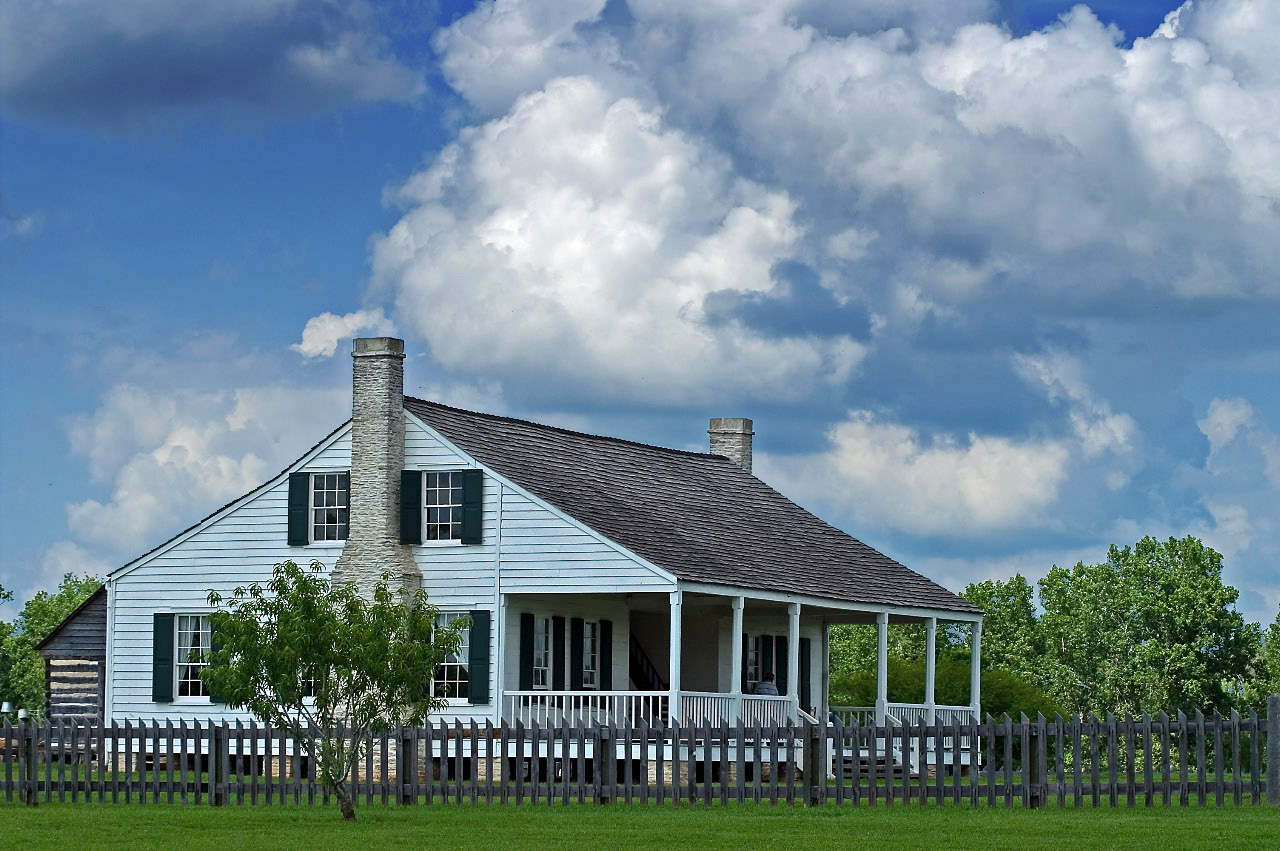
安森·瓊斯家，現位於德克薩斯州華盛頓布拉索斯河畔

1832年，瓊斯向西前往墨屬德克薩斯，最終在布拉佐里亞定居。在這裡，他終於獲得了成功，建立了迅速繁榮的醫療實踐。1835年，他開始公開談論德克薩斯和墨西哥之間日益緊張的關係，同年他參加了德克薩斯愛國者在西哥倫比亞舉行的一次協商會議，討論與墨西哥的鬥爭（會議領導層並不想召集參加“公約”，因為擔心墨西哥政府將其視為獨立論壇）。瓊斯本人在磋商會上提出了一項決議，要求召開一次宣布獨立的大會，但他本人拒絕被提名參加大會。
在德克薩斯革命期間，瓊斯擔任德克薩斯共和國陸軍的法官辯護人和外科醫生，儘管他在整個衝突期間堅持保持列兵軍銜。戰爭結束後，瓊斯回到布拉佐里亞並恢復了他的醫療實踐。

### 轉向政治

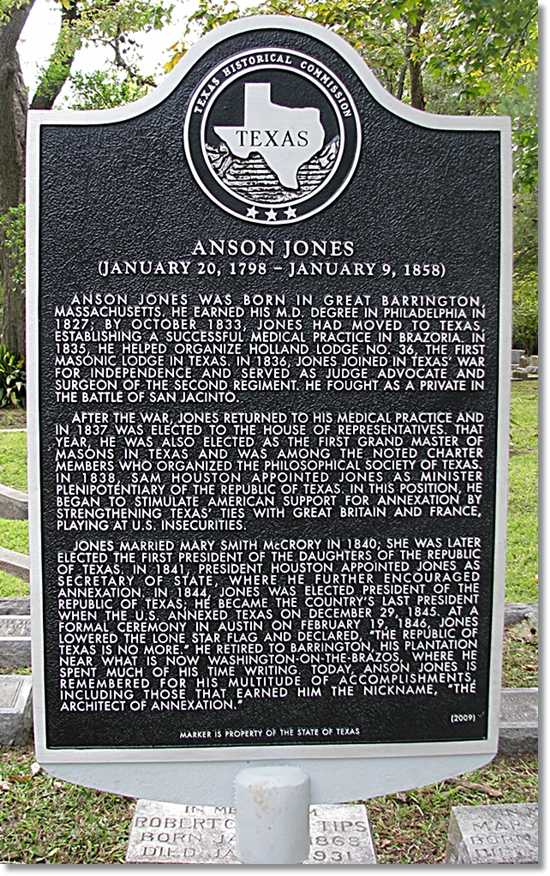
位於格倫伍德公墓（德克薩斯州休斯頓）的德克薩斯歷史委員會標誌，紀念安森·瓊斯對德克薩斯歷史做出的許多重要貢獻

瓊斯和科林斯沃斯再次發生爭執。柯林斯沃斯在創辦德克薩斯鐵路、航海和銀行公司方面發揮了重要作用，但瓊斯對此表示強烈反對。瓊斯作為該公司的反對者當選為德克薩斯第二屆國會議員；然而，他在國會最重要的舉動是呼籲合眾國（美國）撤回吞併德克薩斯的提案。他還幫助起草了規範醫療實踐的立法，並呼籲為大學設立捐贈基金。
瓊斯原本希望在國會任期結束後重返布拉佐里亞，但德克薩斯共和國總統山姆·休士頓任命他為駐美國部長，瓊斯將正式撤回吞併提案。
在此期間，雖然許多德克薩斯人希望鼓勵合眾國最終吞併，但也有一些人支持等待吞併，甚至保持獨立。1830年代末，美國因擔心引發與墨西哥的戰爭而猶豫是否吞併德克薩斯。瓊斯等人認為德克薩斯共和國獲得歐洲國家的承認很重要，並開始與他們建立貿易關係，以使吞併德克薩斯州對美國更具吸引力，否則，使德克薩斯有力量保持獨立。
1839年，新任總統米拉波·波拿巴·拉馬爾將，瓊斯召回德克薩斯。回到家鄉後，他發現自己當選為參議院的部分任期，並很快成為拉馬爾政府的批評者。1841年，他從參議院退休，拒絕擔任副總統的機會，轉而繼續從事醫療工作。然而，1841年末，他被山姆·休士頓總統任命為德克薩斯共和國國務卿，而休斯頓總統最近又被拉馬爾的反對者再次選為總統。
瓊斯擔任國務卿直至1844年。在他的任期內，德克薩斯共和國外交政策的主要目標是要么獲得美國的吞併提議，要么承認德克薩斯從墨西哥獨立，或者最好同時獲得這兩者。
安森·瓊斯擔任德克薩斯共和國第四任也是最後一任總統

## 擔任總統後
瓊斯希望新的德克薩斯立法機構能夠派他進入美國參議院。他沒有被選中，隨著時間的推移，他對這種輕視感到越來越痛苦。儘管瓊斯作為一名種植園主生意興隆，並最終積累了巨大的財產，但他始終無法忘記這樣一個事實：山姆·休斯頓和托馬斯·杰斐遜·臘斯克被選為德克薩斯代表，前往華盛頓特區。
1857年托馬斯·杰斐遜·臘斯克自殺後，瓊斯確信立法機關最終會派他進入參議院，但他沒有獲得任何選票。
1849年，瓊斯從馬摔下來。左臂被壓碎，枯萎變色。這次受傷讓他回到東部接受治療。在東部，他接觸到了新技術，尤其是鐵路，並對新技術產生了濃厚的興趣

### 逝世

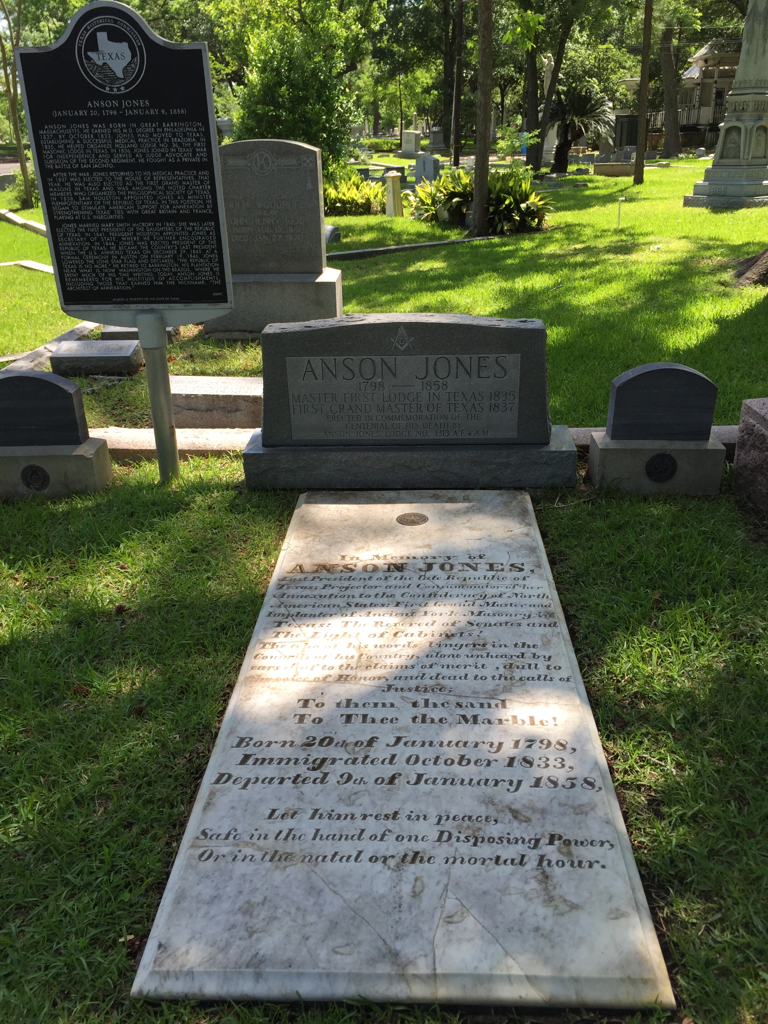
安森·瓊斯位於休斯敦格倫伍德公墓墓地

1858年1月9日晚飯後，他回到自己的房間開槍自殺，享年59歲，葬在休斯敦格倫伍德公墓。

## 閱讀
- Gambrell, Herbert Pickens. . Doubleday. 1948.
- Jones Anson （页面存档备份，存于） (n.d.) Retrieved September 17, 2009

## 外部連結
- Jones, Anson （页面存档备份，存于） from the Handbook of Texas Online.
- Mary (Mrs. Anson) Jones letters （页面存档备份，存于） from the University of Houston. Hosted by The Portal to Texas History （页面存档备份，存于）
- Letters, Relating to the History of Annexation （页面存档备份，存于） by Anson Jones, 1848. Hosted by The Portal to Texas History （页面存档备份，存于）
- Memoranda and Official Correspondence Relating to the Republic of Texas, its History and Annexation. Including a Brief Autobiography of the Author （页面存档备份，存于） by Anson Jones, published 1859. Hosted by The Portal to Texas History （页面存档备份，存于）
- Letters written between (1819–1907) by Mary Smith McCrory Jones, the wife of Anson Jones – Mrs. Anson Jones Letters collection at the University of Houston Digital Library （页面存档备份，存于）
- Anson Jones – Texas Historical Marker Dedication Ceremony November 21, 2009, Glenwood Cemetery, Houston, Texas.
- Anson Jones Historical Marker Dedication Ceremony Program